# Rajd Rosyjska Zima 1975
Rajd Rosyjska Zima 1975 (4. Rallye Russkaya Zima 1975) – czwarta edycja rajdu samochodowego Rajd Rosyjska Zima rozgrywanego w ZSRR. Rozgrywany był od 8 do 14 grudnia 1975 roku. Rajd był szóstą rundą Rajdowego Pucharu Pokoju i Przyjaźni w roku 1975 i jedną z rund Rajdowych Mistrzostw ZSRR.

## Klasyfikacja rajdu
| Miejsce                        | Kierowca                       | Pilot                          | Samochód                       | Czas                           | Strata                         |                                |
| Klasyfikacja generalna i RPPiP | Klasyfikacja generalna i RPPiP | Klasyfikacja generalna i RPPiP | Klasyfikacja generalna i RPPiP | Klasyfikacja generalna i RPPiP | Klasyfikacja generalna i RPPiP | Klasyfikacja generalna i RPPiP |
| ------------------------------ | ------------------------------ | ------------------------------ | ------------------------------ | ------------------------------ | ------------------------------ | ------------------------------ |
| 1.                             | Błażej Krupa                   | Piotr Mystkowski               | Renault 17 Gordini             | 37:42                          | -                              |                                |
| 2.                             | Ilia Chubrikov                 | Kolu Chubrikov                 | Renault 17 Gordini             | 37:52                          | +10                            |                                |
| 3.                             | Kastytis Girdauskas            | Vilius Rožukas sen.            | Lada VAZ 2103                  | 38:14                          | +32                            |                                |
| 4.                             | Stasys Brundza                 | Valery Borodin                 | Moskvich 412                   | 39:10                          | +1:28                          |                                |
| 5.                             | Anatoliy Kozyrchikov           | Galina Kozyrchikova            | Lada VAZ 21011                 | 39:30                          | +1:48                          |                                |
| 6.                             | Anatoliy Brum                  | Vyacheslav Kukovyakin          | Moskvich 412                   | 39:47                          | +2:05                          |                                |
| 7.                             | Yakov Agishev                  | Mikhail Titov                  | Moskvich 412                   | 39:58                          | +2:16                          |                                |
| 8.                             | Yuriy Kozlov                   | Nikolay Gubachev               | Lada VAZ 2103                  | 40:09                          | +2:27                          |                                |
| 9.                             | Andrey Shishkov                | Sergey Shtin                   | Moskvich 412                   | 40:23                          | +2:41                          |                                |
| 10.                            | Miloslav Zapadlo               | Pavel Hortek                   | Škoda 120 S Rallye             | 40:23                          | +2:41                          |                                |
| Klasyfikacja mistrzostw ZSRR   |                                |                                |                                |                                |                                |                                |
| 1.                             | Kastytis Girdauskas            | Vilius Rožukas sen.            | Lada VAZ 2103                  | 38:14                          | 0,0                            |                                |
| 2.                             | Stasys Brundza                 | Valery Borodin                 | Moskvich 412                   | 39:10                          | +56                            |                                |
| 3.                             | Anatoliy Kozyrchikov           | Galina Kozyrchikova            | Lada VAZ 21011                 | 39:30                          | +1:16                          |                                |
| 4.                             | Anatoliy Brum                  | Vyacheslav Kukovyakin          | Moskvich 412                   | 39:47                          | +1:33                          |                                |
| 5.                             | Yakov Agishev                  | Mikhail Titov                  | Moskvich 412                   | 39:58                          | +1:44                          |                                |
| 6                              | Yuriy Kozlov                   | Nikolay Gubachev               | Lada VAZ 2103                  | 40:09                          | +1:55                          |                                |
| 7.                             | Andrey Shishkov                | Sergey Shtin                   | Moskvich 412                   | 40:23                          | +2:09                          |                                |